# Bianca Wittmann
Bianca Wittmann (* 24. April 1978 in Stuttgart) ist eine deutsche Biopsychologin.

## Leben
Von 1998 bis 2003 studierte sie Biologie an der Eberhard-Karls-Universität Tübingen. Nach der Promotion (2003–2005) (Gutachter: Emrah Düzel, Werner J. Schmidt und Julietta Frey) an der Otto-von-Guericke-Universität Magdeburg war sie von 2006 bis 2008 wissenschaftliche Mitarbeiterin am Wellcome Trust Centre for Neuroimaging und am Institute of Cognitive Neuroscience, University College London. Von 2009 bis 2010 war sie wissenschaftliche Mitarbeiterin am Helen Wills Neuroscience Institute, University of California, Berkeley. Von 2010 bis 2016 war sie Juniorprofessorin für Biologische Psychologie an der Universität Gießen. Seit 2016 lehrt sie als Professorin für Biologische Psychologie in Gießen.
Ihre Forschungsinteressen sind Verarbeitung motivationaler Ereignisse, episodisches Gedächtnis, Entscheidungsverhalten, Verarbeitung neuer Reize und Interaktion von Motivation und Aufmerksamkeit.

## Schriften (Auswahl)
- Belohnung, Neuheitsdetektion und Gedächtnisbildung. Interaktion von dopaminergem Mittelhirn und medialem Temporallappen beim Menschen. Magdeburg 2006, OCLC 637502625.